# Paolo Graziosi (archeologo)
Paolo Graziosi (Firenze, 2 novembre 1907 – Firenze, 1988) è stato un archeologo e antropologo italiano.
Accademico dei Lincei, è ritenuto fra i massimi studiosi ed esperti mondiali di arte preistorica europea ed africana. Ha insegnato paletnologia e antropologia presso l'Università di Firenze dal 1936 al 1977, e presso l'Università di Pisa fra il 1939 e il 1953. Esploratore in viaggi particolarmente importanti con scavi e scoperte in Africa tra il 1933 e il 1972, ha partecipato alla spedizione al K2 del 1954.

## Biografia
Figlio del pittore Giuseppe Graziosi, nel 1925, giovane matricola universitaria al seguito di Gian Alberto Blanc del cui figlio Alberto Carlo Blanc era coetaneo, partecipò agli scavi di Grotta Romanelli, scoperta nei primi del secolo da Paolo Emilio Stasi. In quegli anni, e proprio nella Grotta Romanelli, si accostò all'arte preistorica.
Graziosi, ancora studente, si trovò poi a lavorare al fianco di Aldobrandino Mochi, di Nello Puccioni, dello stesso Blanc e di altri "naturalisti" che pochi anni prima, nel 1912, avevano fondato la prima istituzione italiana per lo studio della più antica umanità: il Comitato per le Ricerche di Paleontologia Umana in Italia, con la precisa finalità di conferire un carattere eminentemente naturalistico agli studi della preistoria italiana e con essi allinearsi alle metodologie crono-stratigrafiche dell'Europa occidentale, ciò in aperta polemica con la scuola paletnologica di Luigi Pigorini, di impostazione umanistica ed etnologica.

Da questo Comitato prenderà poi vita l'Istituto Italiano di Paleontologia Umana che ebbe la sua prima sede a Firenze.
Proprio con questo spirito naturalistico Graziosi pubblicò le industrie litiche del Paleolitico Superiore della Grotta di Talamone e, insieme a Nello Puccioni ed a Luigi Cardini, quelle del deposito musteriano della Grotta dell'Onda.
Iniziò la sua carriera universitaria a Pisa nel 1939 dove, presso la Facoltà di Scienze, ottenne un primo incarico per l'insegnamento dell'Antropologia. Nel 1944 vinse quindi la cattedra di professore ordinario presso l'Università di Firenze, dove insegnò fino agli inizi degli anni ottanta.
Nel 1946 progettò e organizzò, insieme a Gaetano Pieraccini, il Museo e istituto fiorentino di Preistoria, che dal 1976 fu aperto anche al pubblico.
Nel 1953 fondò la prestigiosa Rivista di Scienze preistoriche e nel 1954, a seguito dell'accentramento nella sede romana dell'Istituto Italiano di Paleontologia Umana, fondò a Firenze, insieme ad altri studiosi, tra cui Giacomo Devoto, Massimo Pallottino e Ferrante Rittatore Vonwiller, l'Istituto italiano di preistoria e protostoria, la più autorevole Associazione nazionale di studiosi e ricercatori nelle discipline paletnologiche e che ha sede nei locali dello storico Convento delle Oblate concessi dal Comune di Firenze al Museo e istituto fiorentino di Preistoria.
Nel 1979 fu accolto, quale membro, nell'Accademia Nazionale dei Lincei.

## L'attività scientifica
Tra il 1932 ed il 1935, all'interesse per l'arte preistorica e per il paleolitico italiano, si aggiunse quello per l'etnologia.

In campo etnografico, dopo alcuni lavori giovanili sulle pitture etiopiche (1932) e diverse voci dell'Enciclopedia Italiana, vanno ricordati lo studio sugli indumenti degli Antichi Messicani, del 1942 e soprattutto la pubblicazione sulla mostra dei Kafiri del 1955, frutto della sua partecipazione alla spedizione italiana sul Karakorum, seguita, nel 1964, dal volume che riunirà tutti i risultati della spedizione italiana nel Chitral.
Paolo Graziosi si interessò anche di paleontologia dei vertebrati e nel 1933 pubblicò una nota preliminare sull'Equus (asinus) hydruntinus Regalia.
Lo studio per la preistoria africana ha un grande rilievo nell'opera di Paolo Graziosi: particolarmente importanti sono le sue relazioni sulle esplorazioni paletnologiche nella Tripolitania settentrionale e nel Fezzan, nell'ambito della missione della Società Geografica Italiana.
Il filone dedicato all'arte preistorica fu però quello a cui Graziosi dedicò i suoi maggiori sforzi. Già in gioventù, nel 1924, aveva pubblicato il suo primo studio sulla Venere di Savignano, e successivamente i graffiti di Grotta Romanelli e quelli della Val Camonica.
Negli anni successivi, poi, verranno le monumentali opere sull'arte rupestre in Libia e nel Sahara libico, i volumi sull'arte preistorica in Italia, sulle pitture e incisioni di Levanzo, fino alla sua ultima e più grande opera dedicata alle pitture della Grotta dei Cervi di Porto Badisco.
Dal 1961 al 1967 condusse i primi scavi archeologici nella Grotta e riparto del Romito in Calabria, uno dei più rilevanti siti paleolitici italiani, contribuendo con i propri studi all'approfondimento della conoscenza scientifica dell'Italia preistorica e protostorica. 
Ed è proprio a Porto Badisco, nel 1983, che Graziosi diresse la sua ultima campagna di scavo, affiancato dai suoi collaboratori di sempre e dai suoi ultimi laureandi di paletnologia dell'Università di Firenze.
È sepolto nel cimitero di Savignano sul Panaro (MO), nella tomba di famiglia, accanto al padre Giuseppe.

## Opere
- Graziosi P., Su una statuetta steatopigica preistorica rinvenuta a Savignano sul Panaro in provincia di Modena, Archivio per l'Antropologia e l'Etnologia, vol. LIV, 1924;
- Graziosi P:, A proposito della Venere di Savignano, Archivio per l'Antropologia e l'Etnologia, vol. LV, 1925;
- Graziosi P., Nuovi elementi per lo studio dei graffiti di Grotta Romanelli. Le incisioni della Cova de Parpallò (Valenza), Archivio per l'Antropologia e l'Etnologia, vol. LXII, 1932;
- Graziosi P., Les gravures de la Grotte Romanelli (Puglia, Italie). Essai comparatif, Ipek, 1932-1933;
- Graziosi P., L'età della pietra in Somalia, Sansoni, Firenze, 1940;
- Graziosi P., L'arte rupestre in Libia, Napoli, 1942;
- Graziosi P., La Venere di Chiozza, in Studi Etruschi, Firenze, 1943;
- Graziosi P., Les peintures et les gravures préhistoriques de la grotte de Levanzo (Archipel des Egadi, Sicile), Act Congr. Internat. des Sc. Préhist. et Protohist., Zurich, 1950;
- Graziosi P., L'arte dell'antica età della pietra, Sansoni, Firenze, 1956;
- Graziosi P., Levanzo, pitture e incisioni, Sansoni, Firenze, 1962;
- Graziosi P., L'arte preistorica in Italia, Sansoni, Firenze, 1973;
- Graziosi P., Le pitture preistoriche della grotta di Porto Badisco, Giunti M., Firenze, 1980.